# ブルーノ・ゼヴィ
ブルーノ・ゼヴィ（Bruno Zevi、ブルーノ・ゼビ 1918年1月 - 2000年1月）は、イタリアの建築家、都市プランナー、政治家および学者で、イタリアで最高の建築史家や建築評論家としても知られる。

## 人物
«抑圧の建築には、バロック様式の古典主義者の弁護士はいません。はい、自由の建築には、危険な創造的なantidolatricです。»
（Bruno Zevi、ZeviのZevi：予言としての建築、1993）
ローマで1918年にユダヤ人の裕福なイタリアの家庭のもとで生まれる。
彼はリセウタッソで古典教育を受ける。クラスメートにはパオロ・アラトリとマリオ・alicataがいた。1938年に、人種問題の法律に従って、彼はイタリアのためにイタリアを出国、米国へ出発した。1942年、ハーバード大学デザイン大学院でワルター・グロピウス指導により建築学課程を修了。
1940年12月26日、Tullia Calabiと結婚。彼は1943年にロンドンに到着しヨーロッパに戻る。1944年イタリアに戻って、彼は有機建築雑誌（APAO）と翌年メトロンアングロ・アメリカン・学界との厳しい学問的接触を維持しながら協会を設立。
1948年からはヴェネツィアの大学建築研究所で建築の歴史を教え、1964年にはローマの「La Sapienza」大学の建築学部の教授に就任。1948年に出版された建築批評の分野で非常に活発である建築を見る方法論を知られ; 1954年から2000年まで、彼はCronacheとL'Espressoの建築の週刊誌を刊行した。1955年には月刊誌L'architetturaを創刊。クロニクルと歴史、その後毎週ラ・カルチュラ・デッラ・ヴィータ（Lina Bo Bardi）と協働。美術と建築の歴史間の分裂を克服するために特に重要なのは、美術評論家ジュリオ・カルロ・アルガン、チェーザレブランディとカーロ・ルドヴィコ・ラギアンティがネックであった。
70年代には国立建築研究所（In / Arch）の創設者の一人となる。In / Archの副長San Lucaの学者である国立都市計画研究所（INU）事務局長をつとめる。
1979年、国際建築批評家委員会（CICA）の名誉委員長。68年以来の断固たる抗議後、彼は改革の欠如と大学における深刻な文化的劣化の持続において失望を宣言。1979年に彼は学術から任期を残して去る。2000年にローマで死去。
2002年9月28日、Venta Nomentana 150で「Bruno Zevi」財団が発足。

## 政治的コミットメント
ファシズムの間、常に市民系の政治的方面に関与。ゼヴィは秘密の正義と自由運動のメンバーであり、イタリアのノートブックを指揮。初期の1940年、ヨーロッパでユダヤ人に対して適用されうる経緯からニューヨークに移動して研究を継続、ファシズムとの戦い引き継ぐライオネロ・ベンチュリ、フランコ・モディリアーニ、アルド・Garosci、ゲターノ・サルベミニを残してのことであった。
イタリアに戻って、行動党、大衆統一党、そして最後に急進党にて政界に関与する。
1988年から1999年まで急進党名誉会長。以下から国会議員を1987年から1992年までつとめるが、次期欧州議会の席では、グループへの非会員に国民戦線のジャン＝マリー・ル・ペン側のラジカルなメンバーの加入に抗議し長のポストから辞任。在任中の1998年に行動の自由党を創設している。

## 作品

### アーキテクチャ
（主なプロジェクト）
- 1940年-1941年, Brown＆Nichols School、ケンブリッジ、イギリス
- 1948年, ヴィラ・アウレリア、ローマ
- 1947年-1949年, Palazzina in via Monti Parioli 15、ローマ
- 1949年-1951年, Palazzina in via Pisanelli 1、ローマ
- 1950年-1956年, 一般規制計画、ペルージャの自治体
- 1954年, 中央ナポリの新しい駅のためのプロジェクト
- 1958年, 稲舎。パルセナ地区のサレルノのIACP契約駅
- 1959年, ローマでのポンテ・ガリバルディの再建
- 1963年「Luigi Einaudi」市民図書館、Dogliani（CN）、Bruno Zevi+スタジオA / Z
- 1967年モントリオール（カナダ）のユニバーサル博覧会のためのイタリアパビリオン
- 1967年-1970年, 装備軸、ローマ、Bruno Zevi+Studio Asse
- 1978年, ベネヴェントの市町村。詳細な実施計画（Ppe）
- 1984年-1989年, フィレンツェの市町村。ノヴォーリのフィアット地区詳細計画
- 1986年-1999年, ラツィオ地域。領土景観計画 n.13
- sd Palazzo di Giustizia/メルフィ（PZ）の町にあり
- sdイスラエル移民の記念碑

## 主な出版物
- 有機建築に向けて、トリノ：Einaudi、1945年
- フランク・ロイド・ライト、1947年
- Erik Gunnar Asplund、1948年
- 建築を見る方法を知っている、トリノ：Einaudi、1948年
- 近代建築の歴史、トリノ：Einaudi、1950年
- 建築と歴史学、1950年
- 新生物建築の詩学、トリノ：Einaudi、1953年
- リチャード・ニュートラ、1954年
- 一言で言えばアーキテクチャ、1960年
- ビアージョロセッティフェラーラの建築家、1960年
- Michelangiolo architetto（Paolo Portoghesiと共同で）、1964年
- エリック・メンデルソン、1969年
- 建築の現代言語、トリノ：Einaudi、1973年
- ユダヤ教と建築、1993年
- Zevi su Zevi：予言としての建築、1993年
- 現代建築の言語、1993年
- イタリアの建築の歴史と反歴史、1997年

主な日本語訳
- 『建築の史的原型を探る』鈴木美治訳、鹿島出版会・SD選書、1976年
- 『空間としての建築』上・下、栗田勇訳、鹿島出版会・SD選書、1977年

## アーカイブ
- ファンドブルーノ・ゼヴィは[3]ブルーノ・ゼヴィ財団に保管。2014年に、Zeviアーカイブは再編成と在庫介入の対象となる[4]

## ノート
1. ↑  「Zeviファミリーは、しっかりとローマのブルジョア階級に統合されています。ベネデット・ゼヴィ、ブルーノの祖父は、1911エイダボンダイ、非常に活発と裕福な商人の娘で、同じ名前のデパートCrescenzo貯蓄一般ボンダイの創設者で、彼の息子グイドは結婚、親はよく知られた外科医でした。このようにビジネスで家族の既にBONDIで学術職業を封入。グイド・ゼヴィによって蓄積されたdall'agiatezzaは父親の実績にはない専用のエンジニア活動を行っている。彼は公共事業省の土木分野で勤務、ローマ市町村のために、プラントインフラストラクチャと公共交通機関を扱っています。父のGuidoもこのプロジェクトを担当、 ローマにあるINAILの歴史的本部。E. Procida編、via IV IV Novembre、pp。37-38。
2. 1 2   Bruno Zevi、SAN - 建築家のアーカイブのポータル。URLは2017年12月22日に参照
3. ↑  Bruno Zevi、保管監督官庁の統一情報システム。URLは2017年12月22日に参照
4. ↑  V. De Meo（編集者）、Archunival Superintendenciesの統一情報システムに関するBruno Zeviアーカイブの目録（PDF）。URLは2017年12月22日に参照
5. ↑   ローマにあるINAILの歴史的本部。E. Procida編、via IV IV Novembre、pp。37-38。